# Vtm
vtm lub Vlaamse Televisie Maatschappij – najczęściej oglądany, komercyjny kanał telewizyjny we Flandrii, niderlandzkojęzycznym regionie Belgii.
Założony został w 1989 przez Vlaamse Media Maatschappij. Na początku nie miał konkurencji i miał 40% udziału w rynku, reszta należała do telewizji publicznej. W 2004 roku vtm utracił pierwsze miejsce na rynku jako pojedynczy kanał na rzecz publicznego één. W 2008 stacja zmieniła ramówkę i zaczęła odzyskiwać popularność dzięki programom rozrywkowym. Kanał dostępny jest poprzez telewizję kablową w Belgii i telewizję satelitarną. Była pierwszą stacją w Belgii, która nadawała w HD. 